# Патоки (Ловицький повіт)
Пато́ки (пол. Patoki) — село в Польщі, у гміні Неборув Ловицького повіту Лодзинського воєводства.
Населення — 179 осіб (2011).
У 1975—1998 роках село належало до Скерневицького воєводства.

## Демографія
Демографічна структура станом на 31 березня 2011 року:
|          | Загалом | Допрацездатний вік | Працездатний вік | Постпрацездатний вік |
| -------- | ------- | ------------------ | ---------------- | -------------------- |
| Чоловіки | 94      | 19                 | 61               | 14                   |
| Жінки    | 85      | 16                 | 44               | 25                   |
| Разом    | 179     | 35                 | 105              | 39                   |